# La Nuit des horloges
Pour plus de détails, voir Fiche technique et Distribution.
La Nuit des horloges est un film français de Jean Rollin de 2007. 
L'œuvre traite de la mémoire, de la création et du temps.

## Synopsis
Isabelle (incarnée par Ovidie) hérite de la maison de campagne de son cousin, le réalisateur et écrivain Michel Jean. Elle ne l'a vu qu'une fois, mais il a laissé un très fort souvenir dans sa mémoire. Elle va voir sa tombe au Père-Lachaise, puis sa maison. Les deux lieux sont hantés par les personnages et fantasmes de Michel Jean.

## Thèmes et contexte
À la fois testament spirituel et film d'auteur, La Nuit des horloges alterne entre réflexions philosophiques, poésie et exercice d'introspection de la part du cinéaste Rollin. Il est clair qu'il ne s'adresse pas à tous les publics, une connaissance préalable de l'œuvre de Rollin étant requise pour en saisir tous les aspects. Les références à son œuvre sont explicites, de nombreuses scènes tirées de ses productions les plus réussies (Le Viol du vampire, Le Frisson des vampires, La Rose de fer, etc.) ayant été intégrées au montage final, d'ailleurs « Michel Jean » est simplement l'inversion du vrai prénom de Jean Rollin. On y retrouve également de nombreux éléments symboliques présents dans ses autres films : le vampirisme, les belles femmes (à l'instar de Brigitte Lahaie, Ovidie est une ex-actrice de films pornographiques), les statues et — bien sûr — les horloges.

## Fiche technique
- Titre : La Nuit des horloges
- Réalisation : Jean Rollin
- Scénario : Jean Rollin
- Photographie : Norbert Marfaing-Sintes
- Montage : Janette Kronegger
- Décors : Béatrice Ferrand assistée de Johann G. Louis
- Prothèses : David Scherer
- Maquillage : Anne-Marie Branca-Martiquet
- Scripte : Natalie Perrey
- Pays d'origine :  France
- Année de production : 2007
- Producteur : Jacques Orth
- Sociétés de production : Avia Films, Les Films ABC
- Sociétés de distribution : Les Films ABC, LCJ éditions et productions
- Format : couleur — 35 mm — son stéréo
- Genre : cinéma surréaliste
- Durée : 92 minutes
- Date de sortie : pas de sortie en salle (sortie directement en vidéo)
- (fr) Classification CNC : tous publics (visa d'exploitation no 106605 délivré le 12 juin 2008)

## Distribution
- Ovidie : Isabelle
- Sabine Lenoël : la femme ailée
- Natalie Perrey : la gardienne des clés
- Jean-Loup Philippe : un fantôme en chemise à jabot
- Françoise Blanchard : la meurtrière parmi les écorchés
- Sandrine Thoquet : la femme nue parmi les écorchés
- Maurice Lemaître : un fantôme dans le cimetière
- Marie-Simone Rollin : la promeneuse
- Dominique : elle-même
- Jean-Pierre Bouyxou : l'une des voix des écorchés
- Jean Depelley : l'homme au masque de chouette (figuration)
- Fabrice Maintoux : l'homme au masque de coq (figuration)

et dans des extraits de films précédents : 
Jacqueline Sieger, Caroline Cartier, Françoise Pascal, Marie-Georges Pascal, Paul Bisciglia, Mireille Dargent, Alexandra Pic, Isabelle Teboul, Cyrille Iste, Marie-Pierre Castel, Catherine Castel, Franca Maï, Brigitte Lahaie

## Autour du film
La Nuit des horloges évoque La Table tournante (1988), l'ultime réalisation de Paul Grimault. En effet, elle en reprend le principe essentiel : la rétrospective, par un cinéaste, de ses propres films, rétrospective qui met un point final à sa carrière et en constitue le testament. La grande différence, toutefois, entre les films de Jean Rollin et de Paul Grimault est que ce dernier présente lui-même ses œuvres dans son film tandis que Rollin, pour nous faire découvrir les siennes, recourt à une fiction où il n'apparaît pas.
Contrairement à ce qu'a pu dire la critique, si La Nuit des horloges est bien un film testament, il ne s'agit pas du dernier film de Jean Rollin. Il a en effet tourné Le Masque de la Méduse (2010), et préparait un nouveau film avant son décès.
Jamais sorti en salle, le film a été présenté dans quelques festivals. Un DVD accompagne le tirage limité de MoteurCoupez ! Mémoires d'un cinéaste singulier (Édite, 2008, 150 exemplaires), avant d'être édité et distribué par les Éditions LCJ qui ont, par ailleurs, réédité de nombreux films de Jean Rollin.